# أقصى تركيز محتمل مقدر
أقصى تركيز محتمل مقدر (EMPC) هو مصطلح يستخدم في تحديد تركيز الديوكسين بالنسبة للتركيز بين حد القياس الكمي وحد الاكتشاف